# Морозково (посёлок, Свердловская область)
Морозково — посёлок в Свердловской области России, административно подчинённый городу Серову. Входит в Серовский муниципальный округ.
Ранее посёлок входил в состав Верх-Сосьвинского сельсовета Серовского района.

## Географическое положение
Посёлок Морозково расположен в 27 километрах (по дорогам в 49 километрах) к востоку-юго-востоку от города Серова, на левом берегу реки Морозковой (левого притока реки Сосьвы). В районе посёлка Морозково проходит ветка Серов — Алапаевск Свердловской железной дороги. Рядом с посёлком расположен остановочный пункт Морозково-Старое, а в трёх километрах к юго-востоку — станция Морозково.

## Население
| 2002 | 2010 |
| ---- | ---- |
| 4    | ↘0   |